# Qinglin Linchang (bondby i Kina, Heilongjiang Sheng, lat 48,36, long 129,72)
Qinglin Linchang (kinesiska: 青林林场) är en bondby i Kina. Den ligger i provinsen Heilongjiang, i den nordöstra delen av landet, omkring 370 kilometer nordost om provinshuvudstaden Harbin. Antalet invånare är 370. Befolkningen består av 189 kvinnor och 181 män. Barn under 15 år utgör 5,0 %, vuxna 15-64 år 81 %, och äldre över 65 år 12,0 %.
Runt Qinglin Linchang är det ganska glesbefolkat, med 40 invånare per kvadratkilometer. Närmaste större samhälle är Xinqing, 16,3 km sydväst om Qinglin Linchang. I omgivningarna runt Qinglin Linchang växer i huvudsak blandskog.
Genomsnittlig årsnederbörd är 1 007 millimeter. Den regnigaste månaden är juli, med i genomsnitt 254 mm nederbörd, och den torraste är januari, med 11 mm nederbörd.